# Gifboterbloem
De gifboterbloem (Ranunculus thora) is een overblijvende plant uit de ranonkelfamilie (Ranunculaceae) die te vinden is in de subalpiene en alpiene zone van de Midden- en Zuid-Europese hooggebergtes.
De plant is berucht omwille van zijn giftigheid.

## Naamgeving enetymologie
- Synoniemen: Ranunculus renifolius St-Lager (1889), Ranunculus scutatus Waldst. & Kit. (1804), Ranunculus squamosus Dulac (1867), Ranunculus tatrae Borbás
- Frans: Renoncule thora, renoncule vénéneuse
- Engels: Thore's Buttercup
- Duits: Schildblättriger Hahnenfuß
- Italiaans: Ranuncolo Erba-tora

De botanische naam Ranunculus is afgeleid van het Latijnse rana (kikker) en betekent 'kleine kikker', naar de voorkeur van waterranonkels voor waterrijke standplaatsen. De soortaanduiding thora slaat op de middeleeuwse naam voor de plant, de afkomst daarvan is onduidelijk.

## Kenmerken
De gifboterbloem is een lage, overblijvende, kruidachtige plant, tot 30 cm hoog. De opgaande bloemstengel is onbehaard en draagt één tot drie bloemen. Het onderste blad is zeer karakteristiek, opvallend groot (tot 13 cm breed en iets korter), niervormig, grof gekarteld en ongesteeld. De hogere bladeren zijn veel kleiner en lancetvormig. Alle bladeren zijn wasachtig en lichtgroen generfd.
De bloemen zijn radiaal symmetrisch, 12 tot 25 mm in doorsnede met vijf onbehaarde kelkblaadjes en vijf helgele kroonblaadjes. De vrucht is een hoofdje van enkele bolvormige nootjes, tot 4 mm lang, met een haakvormig snaveltje.
De plant bloeit van mei tot juli.
De gehele plant is zeer giftig door de grote hoeveelheden protoanemonine in het melksap. Deze gele, olieachtige vloeistof veroorzaakt bij contact met de huid blaren, en bij inname brandwonden aan de speekselklieren en in het spijsverteringsstelsel.

## Habitaten verspreiding
De gifboterbloem groeit voornamelijk op vochtige plaatsen op kalkrijke bodem, zoals in kalkgraslanden, hooilanden en op puinhellingen in de subalpiene en de alpiene zone van het hooggebergte, van 1.000 tot 2.400 m hoogte.
De plant komt voor in de bergachtige gebieden van Midden- en Zuid-Europa, van de Pyreneeën over de Alpen tot de Dinarische Alpen en de oostelijke Karpaten. Hij ontbreekt in de noordelijke Alpen.
... · 
R. acris (Scherpe boterbloem) · 
R. aquatilis (Fijne waterranonkel) · 
R. aquatilis var. aquatilis · 
R. aquatilis var. diffusus (Haarbladwaterranonkel) · 
R. arvensis (Akkerboterbloem) · 
R. auricomus (Gulden boterbloem) · 
R. baudotii (Zilte waterranonkel) · 
R. bulbosus (Knolboterbloem) · 
R. circinatus (Stijve waterranonkel) · 
R. flammula (Egelboterbloem) · 
R. fluitans (Vlottende waterranonkel) · 
R. glacialis (Gletsjerboterbloem) · 
R. gramineus (Grasbladige boterbloem) · 
R. hederaceus (Klimopwaterranonkel) · 
R. kuepferi · 
R. lingua (Grote boterbloem) · 
R. lyallii · 
R. ololeucos (Witte waterranonkel) · 
R. omiophyllus (Drijvende waterranonkel) · 
R. peltatus (Grote waterranonkel) · 
R. penicillatus (Penseelbladige waterranonkel) · 
R. platanifolius (Witte boterbloem) · 
R. polyanthemos · 
R. polyanthemos subsp. nemorosus (Bosboterbloem) · 
R. polyanthemos subsp. polyanthemoides (Kalkboterbloem) · 
R. pygmaeus (Dwergboterbloem) · 
R. pyrenaeus (Pyrenese boterbloem) · 
R. repens (Kruipende boterbloem) · 
R. sardous (Behaarde boterbloem) · 
R. sceleratus (Blaartrekkende boterbloem) · 
R. trichophyllus (Kleine waterranonkel) · 
R. thora (Gifboterbloem) · 
R. tripartitus (Driedelige waterranonkel) · 
...